# Олімпійська присяга
Олімпійська присяга — один із символів Олімпіади.
Олімпійська присяга для спортсменів:
|  | Від імені усіх спортсменів я обіцяю, що ми будемо брати участь в цих Олімпійських іграх, поважаючи і керуючись правилами, за якими вони проводяться, в істинно спортивнім дусі, на славу спорту і в ім'я честі своїх команд. Оригінальний текст (англ.) In the name of all the competitors I promise that we shall take part in these Olympic Games, respecting and abiding by the rules which govern them, committing ourselves to a sport without doping and without drugs, in the true spirit of sportsmanship, for the glory of sport and the honor of our teams. |

Олімпійська присяга для суддів:
|  | Від імені всіх суддів і офіційних осіб я обіцяю, що ми будемо виконувати наші обов'язки на цих Олімпійських іграх із повною безпристрасністю, поважаючи і дбаючи про правила, за якими вони проводяться, в істинно спортивному дусі. Оригінальний текст (англ.) In the name of all the judges and officials, I promise that we shall officiate in these Olympic Games with complete impartiality, respecting and abiding by the rules which govern them in the true spirit of sportsmanship. |

З 2010 року також присягається тренер:
|  | Від імені всіх тренерів та інших членів команд спорсменів я обіцяю, що ми зобов'язуємося забезпечити, щоб дотримувалися істинного спортивного духу та чесної гри, відповідно до основоположних олімпійських принципів. Оригінальний текст (англ.) In the name of all the coaches and other members of the athletes' entourage, I promise that we shall commit ourselves to ensuring that the spirit of sportsmanship and fair play is fully adhered to and upheld in accordance with the fundamental principles of Olympism. |